# Фратари (Терамо)
Фратари (итал. Frattari) је насеље у Италији у округу Терамо, региону Абруцо.
Према процени из 2011. у насељу је живело 154 становника. Насеље се налази на надморској висини од 93 м.